# 格拉斯哥 (特拉華州)
格拉斯哥（英語：Glasgow）是位於美國特拉華州紐卡斯爾縣的一個人口普查指定地區。

## 地理
格拉斯哥的座標為39°36′17″N 75°44′43″W / 39.60472°N 75.74528°W，而該地最高點為海拔高度21米（即69英尺）。

## 人口
根據2010年美國人口普查的數據，格拉斯哥的面積為25.60平方千米，當中陸地面積為25.60平方千米，而水域面積為0.00平方千米。當地共有人口14303人，而人口密度為每平方千米558人。